# Launceston Challenger 1993
Il Launceston Challenger 1993 è stato un torneo di tennis facente parte della categoria ATP Challenger Series nell'ambito dell'ATP Challenger Series 1993. Il torneo si è giocato a Launceston in Australia dal 13 al 19 dicembre 1993 su campi in sintetico indoor.

## Vincitori

### Singolare
Brent Larkham ha battuto in finale  Nicklas Utgren con il punteggio di 6–3, 4–6, 7–6

### Doppio
Joshua Eagle /  Andrew Florent hanno battuto in finale  Sandon Stolle /  Michael Tebbutt con il punteggio di 6–4, 6–0